# Shadow of the Tomb Raider
Shadow of the Tomb Raider là một trò chơi video phiêu lưu hành động năm 2018 do Eidos Montréal phát triển và Square Enix phát hành. Game tiếp tục câu chuyện từ Rise of the Tomb Raider năm 2015 và là phần chính thứ mười hai trong loạt Tomb Raider. Trò chơi ban đầu phát hành trên toàn thế giới cho Microsoft Windows, PlayStation 4 và Xbox One. Các phiên bản dành cho macOS, Linux và Stadia, phát hành vào tháng 11 năm 2019. Sau khi phát hành, game có thêm phần mở rộng với nội dung có thể tải về trong cả mục season pass và các bản phát hành độc lập.
Ngay sau các sự kiện trong Rise of the Tomb Raider, Lara Croft rong đuổi qua Mesoamerica và Nam Mỹ để đến thành phố huyền thoại Paititi, chiến đấu với Tổ chức bán quân sự Trinity và chạy đua với thời gian để ngăn chặn Ngày tận thế của người Maya mà chính cô đã lỡ giải thoát. Lara phải đi qua nhiều địa hình, chiến đấu với kẻ địch bằng súng và lén lút khám phá mọi ngõ ngách. Trong những nơi đó, cô có thể trộm các ngôi mộ để mở khóa các phần thưởng mới, hoàn thành nhiệm vụ phụ và thu nhặt các món đồ có thể sử dụng để tạo các vật liệu hữu ích.
Qua trình phát triển bắt đầu vào năm 2015 sau khi hoàn thành Rise of the Tomb Raider, kéo dài đến tháng 7 năm 2018. Shadow of the Tomb Raider được thiết kế để kết thúc cuộc hành trình mà Lara đã bắt đầu vào năm 2013, với chủ đề bắt nguồn từ địa hình rừng núi và bản thân tính cách của cô. Các thiết lập và yếu tố tường thuật dựa trên thần thoại Maya và Aztec, các nhà sử học tư vấn thiết kế kiến trúc và con người Paititi. Trò chơi được điều chỉnh dựa trên cả phản hồi của người hâm mộ và mong muốn của Eidos Montréal, kết hợp bơi lội và vật lộn với độ khó tăng cường. Diễn viên Camilla Luddington cũng trở lại để ghi âm và mô tả chuyển động cho Lara.
Đây là phần cuối cùng trong bộ ba loạt gốc của Lara Croft, Shadow of the Tomb Raider nhìn chung nhận đánh giá tích cực từ các nhà phê bình, đặc biệt khen ngợi khi trò chơi nhấn mạnh vào những lăng mộ đầy thử thách và câu đố, mặc dù một số cảm thấy rằng lối chơi của loạt đã trở nên cũ và thiếu đổi mới. Mặc dù mở bán chậm, trò chơi cuối cùng bán ra hơn bốn triệu bản trên toàn thế giới.

## Cách chơi

Lara Croft đang chỉnh một cơ chế bẫy.

Shadow of the Tomb Raider là một trò chơi hành động phiêu lưu được chơi từ góc nhìn người thứ ba; người chơi điều khiển nhân vật chính Lara Croft khi cô khám phá các địa hình trên khắp Trung và Nam Mỹ. Ngoài các khu vực độc lập, trò chơi có một trung tâm lớn ở Thành phố Paititi ẩn. Một hệ thống đổi hàng mới cho phép người chơi giao dịch và bán các tài nguyên khác nhau thu thập từ các khu vực xung quanh Paititi.
Game có nhiều điều chỉnh không giống với Rise of the Tomb Raider. Cách điều khiển khi bơi đã thay đổi hoàn toàn, vì Lara giờ đây có thể giữ hơi thở của mình dưới nước trong một khoảng thời gian nhờ sự ra đời của túi khí. Cô cũng có khả năng trèo xuống một vách đá bằng cách sử dụng dây thừng. Lén lút trở thành một phần quan trọng của trò chơi, Lara có thể không chiến đấu khi cô ra khỏi tầm nhìn của kẻ địch bằng cách ẩn nấp trong bùn, trốn trong bụi cây hoặc dựa tường.
Giống như tiền nhiệm, trò chơi cho phép người chơi săn bắt động vật hoang dã, vật liệu thủ công bằng cách sử dụng các tài nguyên thu thập được, giải quyết các câu đố và khám phá các ngôi mộ tùy chọn. Trò chơi cũng có nhiều ngôi mộ hơn các phần trước trong loạt khởi động lại. Người chơi sẽ có tùy chọn để điều chỉnh trải nghiệm chơi trò chơi của họ khi khám phá, câu đố và chiến đấu, có thể tự cài đặt độ khó. Chế độ Immersion Mode mới cho phép người chơi nghe các cuộc trò chuyện của người dân địa phương bằng ngôn ngữ mẹ đẻ, khi tắt hội thoại, nó sẽ thay đổi những câu đối thoại của dân làng từ ngôn ngữ của người chơi.

## Cốt truyện
Hai tháng sau sự kiện Rise of the Tomb Raider, Lara Croft (Camilla Luddington) và bạn của cô, Jonah Maiava (Earl Baylon), đã cố gắng hết sức để ngăn chặn các hoạt động của Tổ chức bán quân sự Trinity. Cả hai đi đến Cozumel ở México, dõi theo dấu vết của Pedro Dominguez (Carlos Leal), người đứng đầu Hội đồng cấp cao Trinity. Tại một địa điểm khai quật gần đó của Trinity, Lara phát hiện ra một ngôi đền ấn chứa Dagger của Chak Chel và dẫn đến đến một thành phố bí ẩn. Những bức tranh thờ chỉ đến Silver Box của Ix Chel và cảnh báo về "Thanh Tẩy", nghi thức Ngày tận thế của người Maya sẽ lên đến đỉnh điểm trong một chu kỳ nhật thực vĩnh viễn. Lara bỏ qua những lời cảnh báo và lấy Dagger để ngăn chặn Trinity mua nó. Dominguez bắt cô và tiết lộ rằng bằng cách lấy Dagger, Lara đã vô tình kích hoạt Thanh Tẩy. Hắn chiếm lấy Dagger, dự định hợp nhất nó với The Box để ngăn chặn Thanh Tẩy và sử dụng sức mạnh đó để định hình thế giới theo như ý hắn. Lara và Jonah thoát khỏi một cơn sóng thần phá hủy Cozumel, như một lời cảnh báo trước về tận thế sắp tới.
Mặc cho căng thẳng giữa họ ngày càng trầm trọng, Lara và Jonah đuổi theo Dominguez đến Amazon. Máy bay của họ bị rơi xuống rừng nhiệt đới Peru trong thảm họa tận thế  thứ hai - một cơn bão cực lớn - và cả hai trôi đến Paititi, thành phố ẩn trong các bức tranh tường. Khám phá những ngôi mộ gần đó tiết lộ việc dùng Dagger đâm xuyên qua The Box sẽ đem lại sức mạnh của thần Kukulkan, dùng để ngăn chặn Thanh Tẩy. Lara chứng kiến quân đội Trinity bị tiêu diệt bởi những sinh vật có hình thù giống như người. Khi Lara cứu một cậu bé tên là Etzli (Kamran Lucas), cô và Jonah được đưa vào Paititi bởi mẹ của cậu, Unuratu (Patricia Velásquez), nữ hoàng của thành phố. Lara nhận ra Dominguez đã trở thành lãnh đạo của một giáo phái tế thần Kukulkan, và Unuratu tiết lộ hắn chính là anh họ Amaru, bị Trinity bắt cóc từ lúc nhỏ và nuôi lớn để hoàn thành nghi thức định hình lại thế giới. Unuratu chỉ Lara đường đến lấy The Box, nhưng nó đã bị lấy mất. Tin rằng giáo phái đã có The Box trong tay, Lara và Unuratu định ăn cắp nó lại, nhưng Unuratu bị bắt. Lara cũng gặp lại các sinh vật và biết họ là Yaaxil, người bảo vệ của The Box, và thủ lĩnh Crimson Fire của họ. 
Lara biết rằng The Box đã bịAndres Lopez, một nhà truyền giáo được Trinity gửi đến trong cuộc chinh phục Nam Mỹ của người Tây Ban Nha, đánh cắp từ nhiều thế kỷ trước. Cô giải cứu Unuratu và nhận ra rằng Amaru không hiểu đầy đủ về nghi lễ; chứ không chỉ đơn thuần là thấm nhuần sức mạnh của Kukulkan, nghi lễ hy sinh để ngăn chặn Thanh tẩy. Unuratu bị Chỉ huy Rourke, chỉ huy thứ hai của Amaru, bắn hạ. Trước khi chết, Unuratu cầu xin Lara hoàn thành nghi lễ nhưng cảnh báo cô không được để The Box khống chế. Rourke tấn công Lara và Jonah, hai người bị tách ra khi rời khỏi Paititi. Cả hai gặp lại nhau tại một nhà máy lọc dầu và giải mã vị trí của The Box, một nhiệm vụ thánh chiến gần đó do Lopez sắp đặt.
Lara và Jonah tìm thấy một hầm mộ bí mật bên dưới nhiệm vụ dẫn đến lăng mộ của Lopez và The Box. Amaru chặn họ và buộc Lara phải giao nộp The Box. Hắn thừa nhận chính hắn đã ra lệnh giết cha cô để ngăn ông tìm ra Paititi và công bố nó với thế giới. Lara cố gắng thuyết phục Amaru sử dụng nghi lễ để mang lại lợi ích cho thế giới. Hắn từ chối, vì Thanh Tẩy sẽ chỉ ảnh hưởng đến Paititi. Hắn bỏ Lara và Jonah để thoát khỏi tận thế thứ ba, một trận động đất khủng khiếp.
Trở lại Paititi, Lara và Jonah giúp hoàng đế Etzli mới đăng quang, dẫn đầu cuộc tấn công vào khu đền thờ dưới lòng đất. Họ dự định làm gián đoạn buổi lễ của Amaru trong khi tránh tận thế thứ tư, một vụ phun trào núi lửa. Lara buộc phải tiếp tục chiến đấu một mình. Cô chạm trán với Yaaxil và Crimson Fire, thuyết phục họ giúp ngăn chặn Amaru. Rourke và Hội đồng tối cao Trinity bị Yaaxil tàn sát trong khi Lara lên đường đến đỉnh đền. Amaru bắt đầu nghi lễ và hấp thụ sức mạnh của Kukulkan khi nhật thực bắt đầu. Sau một trận chiến kéo dài, Lara áp đảo Amaru và đâm hắn ta một cách chí mạng. Chấp nhận thất bại, Amaru truyền sức mạnh của Kukulkan cho Lara khi hắn chết. Đúng như lời cảnh báo của Unuratu, cô muốn sử dụng The Box để hồi sinh cha mẹ, nhưng thay vào đó, Crimson Fire giả vờ đâm cô, hy sinh linh hồn của Kukulkan và ngăn chặn sự Thanh Tẩy.
Sau đó, Unuratu đã có thể yên nghỉ, còn Jonah quyết định đi nghỉ dưỡng. Lara ở lại Paititi để giúp Etzli khôi phục thành phố trở lại vinh quang như trước đây. Một cắt cảnh hậu trường cho thấy Lara đang lên kế hoạch cho cuộc phiêu lưu tiếp theo tại Croft Manor, thừa nhận rằng vai trò của cô không phải là giải quyết những bí ẩn của thế giới mà là để bảo vệ chúng.

### Nội dung có thể tải xuống
Shadow of the Tomb Raider đã phát hành một vài chương nội dung dưới dạng có thể tải xuống để mở rộng câu chuyện của trò chơi. Mỗi chương đi song song với mạch truyện chính và tập trung vào một ngôi mộ bổ sung. Lara khám phá ra nguồn gốc sự ảnh hưởng của người Maya ở Peru và giải quyết bí ẩn về một công nhân dầu mỏ bị mất tích; tìm thấy một đồ tạo tác để thúc đẩy cuộc nổi dậy của Unuratu, cũng như tìm thấy một bí mật có thể đe dọa điều đó; đối mặt với nỗi sợ hãi tồi tệ nhất của cô khi đi tìm một vũ khí mạnh mẽ; biết bi kịch đã hình thành nên quyết định gia nhập Trinity của Amaru; hỗ trợ một nhóm phiến quân bị Giáo phái Kukulkan bắt; điều tra sự xáo trộn tại một ngôi đền hóa ra là một cái bẫy do Trinity giăng ra; và tìm hiểu số phận của Yaaxil, liệu có sống sót sau trận chiến với Trinity hay không.

## Quá trình phát triển
Quá trình phát triển của Shadow of the Tomb Raider bắt đầu vào năm 2015, ngay sau khi phát hành Rise of the Tomb Raider. Không giống như các tựa khác, loạt khởi động Tomb Raider do Crystal Dynamics chủ yếu phát triển. Eidos Montréal được cho là giữ nhiệm vụ phát triển chính cho Shadow of the Tomb Raider trong khi Crystal Dynamics chỉ bổ sung các vấn đề khác. Trong khi xưởng này từng đóng vai trò hỗ trợ cho các phần trước trong loạt Tomb Raider được khởi động lại, lần này Crystal Dynamics đã chuyển thành vai trò hỗ trợ. Do quá trình chuyển đổi này, các nhân viên ở cả Eidos Montréal và Crystal Dynamics phải điều chỉnh lại, với Eidos Montréal, họ trải qua "những nỗi đau ngày càng tăng" khi chuyển từ vai trò hỗ trợ sang phát triển chính. Tương tự như tác phẩm của họ trên loạt Deus Ex và Thief, Eidos Montréal lần đầu phải tìm hiểu sâu về các yếu tố cơ bản của loạt, sau đó thiết lập trò chơi bằng cách sử dụng các tựa trước và phong cách thiết kế của riêng họ.
Eidos Montréal ước tính chi phí phát triển của trò chơi là từ 75 đến 100 triệu đô la, với ngân sách tiếp thị và xúc tiến riêng là 35 triệu đô la, trở thành dự án lớn nhất của xưởng vào thời điểm đó. Đội trưởng xưởng David Anfossi thừa nhận quy mô của dự án trong thị trường game hiện đại và việc cần phải có lợi nhuận. Với chi phí trong đầu, Eidos Montreal đã tìm cách kết hợp các yếu tố thử nghiệm trong nhiều tùy chọn để mang lại yếu tố lâu dài cho trò chơi bằng xu hướng "trò chơi dưới dạng dịch vụ" mới nổi để trò chơi có thể cung cấp đánh giá sau khi phát hành và nuôi dưỡng một cộng đồng lớn. Quá trình phát triển hoàn thành vào ngày 24 tháng 7 năm 2018, với Eidos Montréal xác nhận trò chơi đã đến thời điểm vàng (nghĩa là đã xong và chuẩn bị phát hành).

### Cốt truyện và lối chơi

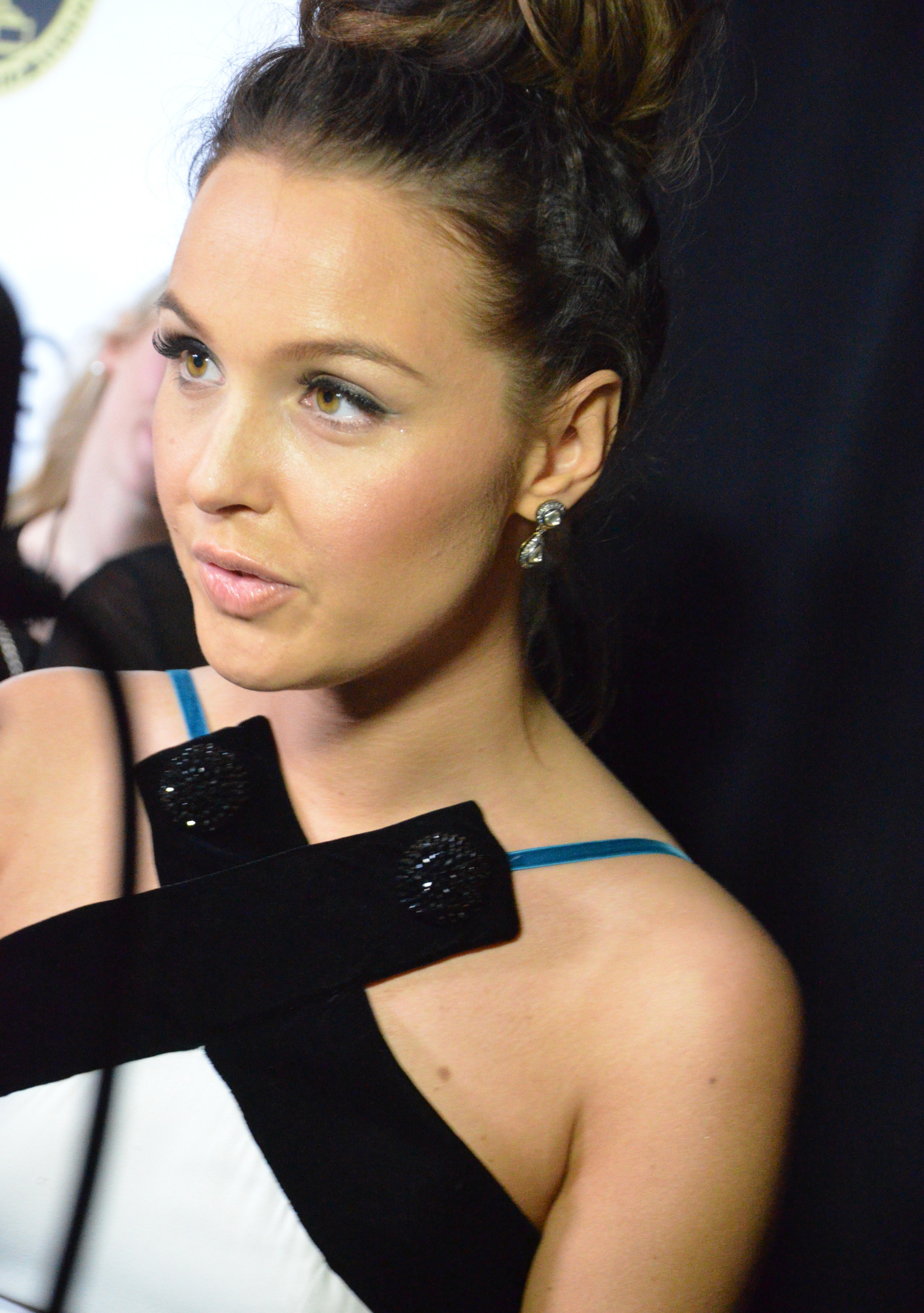
Camilla Luddington đóng vai Lara Croft trong Shadow of the Tomb Raider; nhóm phát triển đã mời cô ấy để giữ cho nhân vật của Lara mang tính nhất quán.

Shadow of the Tomb Raider được thiết kế để mở ra các yếu tố tường thuật và lối chơi của Lara Croft; trong bản khởi động lại năm 2013, cô được miêu tả là một người sống sót bị săn đuổi, Rise of the Tomb Raider tiết lộ cô bắt đầu theo đuổi mục tiêu của riêng mình, và Shadow of the Tomb Raider được thiết kế để cho thấy cô đã có thể tự chủ trong mọi địa hình. Câu chuyện khép lại cốt truyện gốc của loạt khởi động, với Lara trở thành "kẻ trộm mộ đúng nghĩa." Đạo diễn cốt truyện Jason Dozois đã định nghĩa điều này là nhân vật "trộm mộ" cuối cùng của Lara trong bản khởi động lại, chứ không phải là sự trở lại nhân vật của Lara từ các trò chơi trước năm 2013:
"Chúng tôi coi Lara là một nhân vật vượt thời gian kinh điển. Nó không phải là một mảnh thời gian. Nó luôn luôn được thiết lập ngay từ lúc này, vì vậy chúng ta phải sử dụng sự nhạy cảm của ngày hôm nay. Việc khởi động lại là nền tảng của chuyện mang một phiên bản thật hơn của Lara. Trở thành Tomb Raider đồng nghĩ với trở thành biểu trưng cuối cùng của dòng thời gian sống còn này, và điều đó có nghĩa là chúng ta đang trở nên có trách nhiệm hơn với việc sử dụng khảo cổ học, nó không chỉ là sở hữu một vật thể, đi vào lăng mộ, mọi thứ sụp đổ, và sau đó rời đi. Đó là về việc chúng ta phải học rằng khảo cổ học cũng là văn hóa, và lịch sử, và ngôn ngữ, và điều đó liên quan đến con người."

Các nhân viên cũng muốn giải quyết các "căng thẳng chính trị" và tác động xã hội của một phụ nữ da trắng đam mê săn các cổ vật ở nước ngoài. Đỉnh cao của câu chuyện sẽ khiến nhân vật Lara bị "hạ mình". Bối cảnh thiết lập ở châu Mỹ Latin được chọn chính là để phản ánh chủ đề này. Nỗi ám ảnh của Lara và những đặc điểm tính cách đen tối cũng góp phần vào điều này, với một số cảnh nhấn mạnh sự hy sinh mà cô buộc phải thực hiện trong khi theo đuổi Trinity. Sự hủy diệt mà Lara vô tình giải thoát khi ăn trộm một cổ vật trước khi Trinity ra đời, được thiết kế như một màn đảo ngược của Tomb Raider truyền thống, sử dụng một phong cách tương tự mà không chịu bất kỳ ảnh hưởng nào. Một số hậu cảnh khác nhau đã được xem xét cho trò chơi. Khi lần đầu tiên phát hành, một trong những cảnh bị loại bỏ do nhầm lẫn, với một bản vá sau khi phát hành thay thế nó bằng đoạn cắt cảnh.
Nữ diễn viên người Anh Camilla Luddington đã hồi sinh vai diễn của cô từ hai phần trước, và có thể giúp Eidos Montréal giữ đặc tính của Lara phù hợp. Như với Tomb Raider và Rise of the Tomb Raider, Luddington diễn những cảnh chuyển động cho Lara, gọi Shadow of the Tomb Raider là một trong những màn trình diễn cảm xúc khó khăn nhất từ khi cô ấy đóng vai Lara. Nhân vật phản diện chính được cho là kẻ địch trong nội tâm của Lara, với khu rừng là kẻ địch thực chất bên ngoài. Mối quan hệ của Lara với Jonah tiến xa hơn nữa; trong khi ở bản Tomb Raider họ khá là xa cách, trong Rise, anh hết lòng bảo vệ cô khỏi những người bạn đã mất của họ, trong Shadow họ chia sẽ một liên kết mạnh mẽ, điều này sẽ giúp Jonah hỗ trợ cô. Do kinh nghiệm trước đây của họ với cách kể chuyện mang tính điện ảnh, Eidos Montréal đã thiết kế câu chuyện về Shadow of the Tomb Raider theo hướng có nhiều khoảnh khắc điện ảnh hơn. Nhóm nghiên cứu cần xem xét khái niệm tổng thể của bộ ba khởi động lại, và các chủ đề tường thuật trước đây chưa được giải quyết trong Rise bao gồm cả những người đã giết cha của Lara. Trước khi bắt đầu thu âm, các diễn viên đọc qua kịch bản để màn trình diễn mang tính thuyết phục hơn.
Cách tinh chỉnh khu rừng trong trò chơi được chọn để "hoàn thiện" khả năng của Lara, mang theo các kỹ năng cũ trong khi học những kỹ năng mới để đối mặt với những mối đe dọa mới. Nó cũng hoạt động như một sự tương phản trực quan với các game trước. Mặc dù nhóm đã bị hạn chế trong thiết kế câu chuyện theo kế hoạch tổng thể, họ đã điều chỉnh trò chơi nhằm tập trung nhiều hơn vào các câu đố so với Rise. Mục đích là để Lara trải qua quá tình hoàn thiện khi đối mặt với thực tế khắc nghiệt của khu rừng, với cuộc đối đầu đầu tiên của cô với những con báo đốm (Jaguar) là chất xúc tác cho sự biến đổi trong cô. Các yếu tố lén lút—bao gồm ngụy trang và sử dụng chiến thuật sợ hãi lấy—cảm hứng từ những bộ phim như Rambo và Predator. Tính năng bơi lội được kết hợp vào trò chơi, mặc dù nhóm đã gán cho nó một cảm giác "sống động" hơn.
Giám đốc Daniel Chayer-Bisson mô tả việc thiết kế lại này như "một cơn ác mộng", vì họ phải tính đến trải nghiệm của người chơi và phá vỡ quy tắc của toàn loạt khi thực hiện các cơ chế mới như vật lộn với việc leo trèo và đu bám. Trong các cuộc khảo sát dành cho người hâm mộ, nhóm nghiên cứu đã lắng nghe mong muốn về những câu đố khó hơn và loại bỏ các vật hỗ trợ thị giác như bề mặt màu trắng. Khi loại bỏ chúng hoàn toàn sẽ làm cho trò chơi trở nên đáng sợ đối với những người mới chơi, họ đã tạo ra các cài đặt độ khó mở rộng như một sự thỏa hiệp. Shadow of the Tomb Raider mời gọi những người mới, có thể chơi ngay từ phần mở đầu, cách diễn xuất, thuật truyện và hướng dẫn về khả năng của Lara. Sự nhất quán tổng thể của môi trường và tác động của nó đối với tính chất cơ học, như bơi lội và vật lộn, phản ánh chủ đề của trò chơi "gốc".

### Thiết kế đồ họa và âm nhạc
Các thiết lập và thuật truyện lấy cảm hứng từ thần thoại Maya, Aztec và Incan, bao gồm cả thờ phượng mặt trời, hiến tế và các bước phát triển của nhân loại. Ảnh hưởng của người Maya được chọn do sự định hình của nền văn hóa đó về thiên văn học và ngày tháng. Trong giai đoạn thiết kế ban đầu, các nhà thiết kế muốn Lara khám phá một ngôi mộ đã bị lãng quên thực sự với những người sống xung quanh nó, một khái niệm trước đây bị giới hạn bởi công nghệ hiện có tại thời điểm đó. Trong nghiên cứu, họ đã chọn thành phố Paititi do tính chất lịch sử của nó trên các địa điểm hoàn toàn hư cấu như El Dorado. Văn hóa Paititi dựa trên giả thuyết các yếu tố của nền văn hóa Mesoamerican có thể di cư sang Peru. Văn hóa và con người của Paititi dựa trên các sách sử của người Maya, Aztec và Inca. Quần áo của người dân dựa trên các mẫu hiện vật minh họa và ghi chép lịch sử. Nhóm nghiên cứu đã tham khảo ý kiến các sử gia để đảm bảo mô tả văn hóa là chính xác và có sự tôn trọng.
Âm nhạc cho Shadow of the Tomb Raider do Brian D'Oliveira sáng tác. Trong khi vẫn theo đuổi lại phong cách âm nhạc kể từ bản khởi động lại năm 2013, nhóm nghiên cứu cũng bổ sung các yếu tố thẩm mỹ mới, kết hợp văn hóa địa phương, mặt tối của cả Lara và sứ mệnh của cô. D'Oliveira được tuyển dụng nhờ vào khả năng chơi nhạc với các nhạc cụ Nam Mỹ, và trong quá trình thu âm tại các xưởng ở Montreal, ông đã làm việc cùng với các nhạc sĩ địa phương để lọc ra những âm thanh phù hợp với từng địa điểm. Martin Stig Andersen làm việc như Nhà thiết kế môi trường âm thanh, tập trung vào việc chuyển đổi âm thanh cho các phân đoạn dưới nước. Nhóm cũng tái hiện "The Instrument", một nhạc cụ gõ được thiết kế đặc biệt để tạo ra phần nhạc nền của Matt McConnell vào năm 2013. Nhạc cụ giúp truyền đạt các khía cạnh nguyên thủy của nhân vật Lara, thêm vào những yếu tố dựa trên chuyến phiêu lưu của cô ở Yamatai trong trò chơi năm 2013.

## Phát hành
Vào ngày 15 tháng 3 năm 2018, Square Enix xác nhận phần tiếp theo của Rise of the Tomb Raider đã được phát triển và dự kiến sẽ phát hành vào ngày 14 tháng 9 năm 2018 cho Microsoft Windows, PlayStation 4 và Xbox One. Phiên bản Windows do Nixxes Software phát triển, hãng từng làm việc trên một số trò chơi Tomb Raider trước đó cho nền tảng này. Cùng ngày, phát hành một đoạn giới thiệu cho thấy Lara Croft trong một địa hình miền núi.
Ngày 27 tháng 4 năm 2018, game xuất hiện với đoạn giới thiệu, ảnh chụp màn hình và bản chơi thử kéo dài một giờ cho báo chí. Feral Interactive chuyển thể game sang macOS và Linux vào ngày 5 tháng 11 năm 2019. Sau đó phát hành cho Stadia vào ngày 19 tháng 11 như là một phần của loạt trò chơi ra mắt của nền tảng này, cùng với trò chơi khởi động lại năm 2013 và Rise of the Tomb Raider.
Các phiên bản chuyển thể cho PC và Stadia do Nixxes Software tạo ra. Ngoài ra còn công bố một phiên bản cập nhật tải xuống theo kỳ, cho phép người chơi truy cập vào bảy "con đường" của nội dung có thể tải xuống (DLC) bao gồm các câu chuyện, nhiệm vụ, lăng mộ, vũ khí, trang phục và kỹ năng mới. Không có nội dung nào trong số này sẽ chứa nội dung câu chuyện bổ sung, đã hoàn chỉnh với bản phát hành cơ bản. Một phiên bản kết hợp trò chơi chính và DLC, Shadow of the Tomb Raider: Definitive Edition, phát hành vào ngày 4 tháng 11. Phiên bản chuyển thể cùa Feral Interactive và Stadia dựa trên bản phát hành này.

## Tiếp nhận
Sau khi phát hành, Shadow of the Tomb Raider đã có một khởi đầu khá chậm về mặt doanh thu, do chủ tịch Square Enix là Matsuda Yosuke cho rằng nó thiếu tính độc đáo so với các game khác vào thời điểm đó. Tính đến cuối tháng 12 năm 2018, trò chơi đã xuất xưởng 4,12 triệu bản trên toàn thế giới. Dù doanh thu thấp hơn nhiều trò chơi khác trong cùng năm, Eidos-Montréal rất hài lòng với doanh thu cũng như sự đón nhận của giới phê bình, khiến họ sản xuất thêm DLC. Shadow of the Tomb Raider nhận được đánh giá "nói chung là yêu thích", theo trang tổng hợp đánh giá trò chơi điện tử Metacritic.
Brett Makedonski của Destructoid, so sánh chủ đề của trò chơi với Uncharted và Indiana Jones and the Temple of Doom. Makedonski ca ngợi đồ họa, nền tảng và các ngôi mộ mang tính thử thách, trong khi chỉ trích việc thiếu tính chiến đấu từ các trò chơi trước và cốt truyện.
Electronic Gaming Monthly đã đưa ra một đánh giá tích cực và nói rằng trò chơi đã tự tách mình ra khỏi các tựa tương tự khác thông qua tinh chỉnh cơ chế và thiết kế.
Rachel Weber từ GamesRadar cũng ca ngợi trò chơi, gọi nó là "phần hay nhất trong bộ ba phần khởi động lại" và nói Shadow of the Tomb Raider vẫn giữ nguyên điểm mạnh của nhân vật, đồng thời khen ngợi việc hiện thực hóa các ngôi mộ mang tính thử thách.
Lucy O'Brien của IGN cho biết Shadow of the Tomb Raider đã đưa ra một kết luận phù hợp cho bộ ba game gốc của Lara Croft, nói rằng "Với một cốt truyện thỏa cả sự phấn khích và khám phá chiều sâu nhân vật, Shadow of the Tomb Raider đã kết thúc  cuộc hành trình Lara bắt đầu vào năm 2013 đầy tốt đẹp và thuyết phục, đúng như khi lần đầu tiên cô nàng được giới thiệu hơn 20 năm trước".
Michael Leri của Game Revolution khen ngợi độ thử thách và câu đố trong trò chơi, ca ngợi những ngôi mộ đầy thú vị và mang tính thử thách, các câu đố là tính năng hay nhất của trò chơi.
Andy Kelly từ PC Gamer (Mỹ) đã gọi đây là một trong những game Tomb Raider hay nhất cho đến nay, chỉ ra sự cải tiến trong khả năng chiến đấu lén lút và khám phá lăng mộ.
Chris Plante của Polygon ca ngợi quá trình phát triển của nhân vật và lối chơi trong suốt bộ ba, gọi Shadow of the Tomb Raider là "một sự cải tiến hơn là một bản sửa đổi" của hai tựa khởi động lại đầu tiên, nói thêm rằng trò chơi được khen ngợi vì nó là phiên bản hay nhất so với hai mục trước.
Trong một bài đánh giá hỗn hợp hơn, Josh Wise của VideoGamer đã viết "sức mạnh của trò chơi bị giảm xuống vì nhiệm vụ chính quá cồng kềnh và thiếu tập trung", kịch bản vẫn "chắp vá và cụt lủn", mặc dù ông ca ngợi nền tảng, bối cảnh và các ngôi mộ mang tính thử thách.
Edmond Tran của GameSpot cũng đưa ra một đánh giá hỗn hợp, chỉ trích nhiệm vụ phụ của trò chơi và quá trình phát triển nhân vật Lara trong khi ca ngợi các màn chơi, đồ họa, địa hình và khai phá lăng mộ.

### Các giải thưởng
| Năm  | Giaỉ thưởng                                           | Hạng mục | Kết quả   | Tham khảo     |
| ---- | ----------------------------------------------------- | --- | --------- | ------------- |
| 2018 | Game Critics Awards                                   | Best Action/Adventure Game                                                                                       | Đề cử     | [ 46 ]        |
| 2018 | Gamescom                                              | Best Console Game (Xbox One)                                                                                     | Đề cử     | [ 47 ]        |
| 2018 | Gamescom                                              | Best PC Game | Đề cử     | [ 47 ]        |
| 2018 | Golden Joystick Awards                                | Best Audio Design                                                                                                | Đề cử     | [ 48 ] [ 49 ] |
| 2018 | The Game Awards                                       | Best Action/Adventure                                                                                            | Đề cử     | [ 50 ]        |
| 2018 | Gamers' Choice Awards                                 | Fan Favorite Character of the Year (Lara Croft)                                                                  | Đề cử     | [ 51 ] [ 52 ] |
| 2018 | Gamers' Choice Awards                                 | Fan Favorite Female Voice Actor (Camilla Luddington)                                                             | Đoạt giải | [ 51 ] [ 52 ] |
| 2018 | Titanium Awards                                       | Best Performance in Spanish (Danai Querol)                                                                       | Đề cử     | [ 53 ]        |
| 2018 | Titanium Awards                                       | Best Adventure Game                                                                                              | Đề cử     | [ 53 ]        |
| 2019 | Annie Awards                                          | Character Animation in a Video Game                                                                              | Đề cử     | [ 54 ]        |
| 2019 | 22nd Annual D.I.C.E. Awards                           | Action Game of the Year                                                                                          | Đề cử     | [ 55 ]        |
| 2019 | National Academy of Video Game Trade Reviewers Awards | Art Direction, Contemporary                                                                                      | Đề cử     | [ 56 ] [ 57 ] |
| 2019 | National Academy of Video Game Trade Reviewers Awards | Camera Direction in a Game Engine                                                                                | Đề cử     | [ 56 ] [ 57 ] |
| 2019 | National Academy of Video Game Trade Reviewers Awards | Costume Design                                                                                                   | Đề cử     | [ 56 ] [ 57 ] |
| 2019 | National Academy of Video Game Trade Reviewers Awards | Lighting/Texturing                                                                                               | Đề cử     | [ 56 ] [ 57 ] |
| 2019 | National Academy of Video Game Trade Reviewers Awards | Original Dramatic Score, Franchise                                                                               | Đề cử     | [ 56 ] [ 57 ] |
| 2019 | National Academy of Video Game Trade Reviewers Awards | Sound Effects | Đề cử     | [ 56 ] [ 57 ] |
| 2019 | National Academy of Video Game Trade Reviewers Awards | Use of Sound, Franchise                                                                                          | Đoạt giải | [ 56 ] [ 57 ] |
| 2019 | 2019 G.A.N.G. Awards                                  | Audio of the Year                                                                                                | Đề cử     | [ 58 ] [ 59 ] |
| 2019 | 2019 G.A.N.G. Awards                                  | Sound Design of the Year                                                                                         | Đề cử     | [ 58 ] [ 59 ] |
| 2019 | 2019 G.A.N.G. Awards                                  | Best Original Soundtrack Album                                                                                   | Đoạt giải | [ 58 ] [ 59 ] |
| 2019 | 2019 G.A.N.G. Awards                                  | Best Interactive Score                                                                                           | Đoạt giải | [ 58 ] [ 59 ] |
| 2019 | 2019 G.A.N.G. Awards                                  | Best Cinematic Cutscene Audio                                                                                    | Đề cử     | [ 58 ] [ 59 ] |
| 2019 | 2019 G.A.N.G. Awards                                  | Best Game Audio Publication, Presentation, or Broadcast (Soundworks Collection Video: Shadow of the Tomb Raider) | Đoạt giải | [ 58 ] [ 59 ] |
| 2019 | Italian Video Game Awards                             | People's Choice                                                                                                  | Đề cử     | [ 60 ]        |

## Hoạt hình phần tiếp theo
Trong một màn hợp tác sản xuất giữa Netflix và Legendary Entertainment, có thông báo rằng một loạt phim hoạt hình chuyển thể theo phong cách anime, dựa trên nhượng quyền tái khởi động, đang được thực hiện và loạt phim này sẽ chủ yếu lấy bối cảnh sau các sự kiện của Shadow of the Tomb Raider.